# Makea Takau Ariki
Makea Takau Ariki (Avarua, 1839 – Avarua, 1º maggio 1911) è stata regina regnante di Rarotonga per quaranta anni, dal 1871 al 1911.

## Biografia
Rarotonga è la maggiore delle isole Cook, regno autonomo nell'Ottocento anche sotto la dominazione inglese.
Figlia di un pastore anglicano e di un'influente principessa locale Makea salì al trono all'età di 32 anni e regnò fino alla morte con le sue prerogative per avere accettato una serie di compromessi, quali il protettorato del Regno Unito che privilegiò rispetto a quello eventuale della Francia (che già aveva colonizzato Tahiti), la conversione al Cristianesimo e l'instaurazione di buoni rapporti con il popolo e con i britannici, di cui imparò la lingua. Questi, infatti, desideravano estendere i propri domini all'Oceania insulare e mantennero al potere i sovrani tradizionali. Avviarono un servizio postale con l'emissione di una serie ordinaria di francobolli raffiguranti la regina (ariki), riverita da tutti, della quale esistono molte fotografie.
Venne adottata dallo zio materno Makea Davida, figlio del grande capo Makea Pori Ariki, e succedette al secondo zio Makea Apera nel 1871 all'età di trentadue anni. Regnò per quarant'anni in un difficile e decisivo periodo della storia delle isole Cook che persero l'indipendenza con l'annessione nel 1901 alla Nuova Zelanda, dominion inglese, a cui sono ancora associate. La regina avrebbe preferito la diretta annessione alla Gran Bretagna, ma dovette sottoscrivere il trattato voluto dal primo ministro neozelandese Richard Seddon.
Nel 1860 la principessa aveva sposato Ngamaru Rongotini Ariki (1831-1903), grande capo di Atiu e futuro principe consorte di Rarotonga. La coppia non ebbe prole.
Gli stranieri rimanevano colpiti dall'imponente aspetto di Makea, alta quasi due metri. Eccezionale statura per una donna ma non rara in Polinesia, come il simile caso della principessa Salote di Tonga (1900-1965) che salirà al trono nel 1918. La monarca di Rarotonga dimorava nel palazzo reale, situato oggi nel centro di Avarua, ma soggiornava spesso nella vicina residenza di campagna.
La giornalista irlandese Beatrice Grimshaw incontrò Makea, la fotografò e scrisse un libro evidenziando la sua autorevolezza e dignità, tanto che considerava alla pari la regina Vittoria, capo del più grande impero del mondo.
La regina morì a 72 anni, dopo una lunga malattia, nel 1911: il successore Rangi non ricoprì più la carica di capo del governo e gli eredi successivi conservano tuttora solo il titolo. Fu sepolta vicina al marito nel cimitero privato del palazzo reale di Avarua (Para O Tane Palace), recentemente restaurato.

## Galleria d'immagini

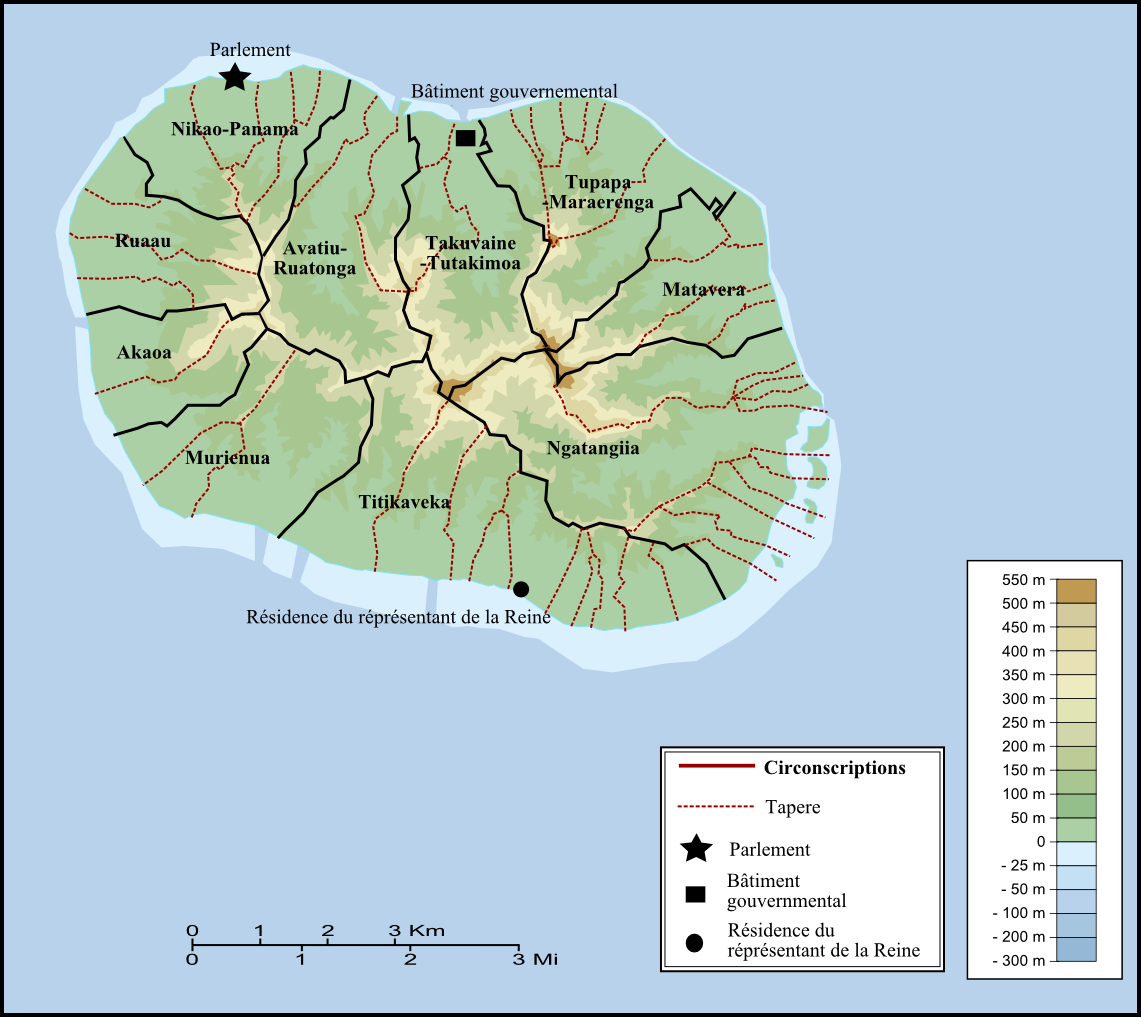
Mappa di Rarotonga
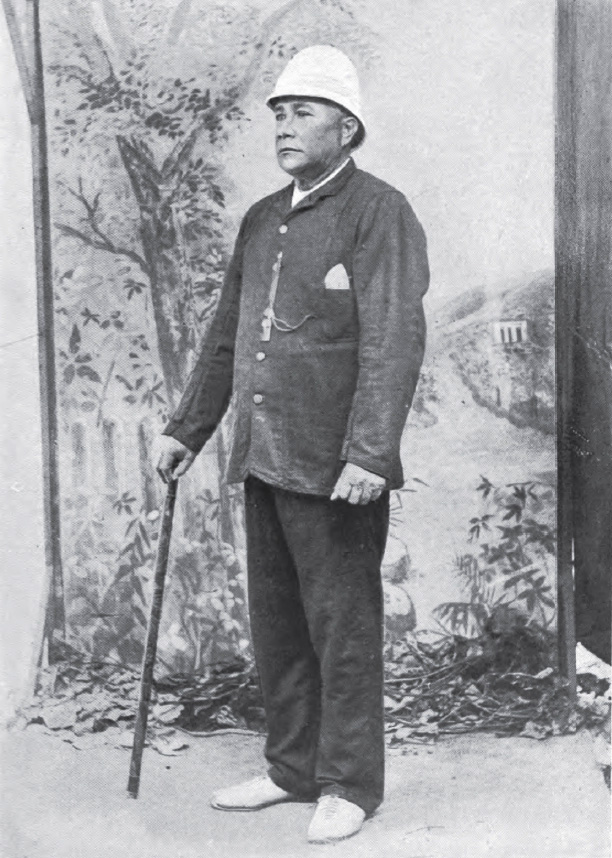
Il principe consorte Ngamaru
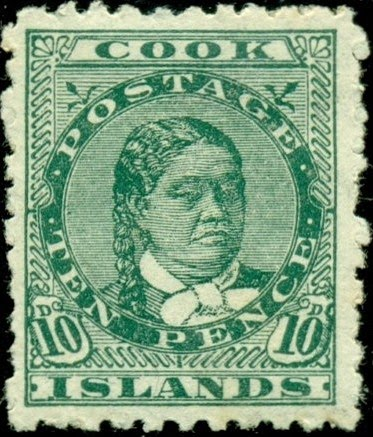
Francobollo con ritratto della regina (1893)
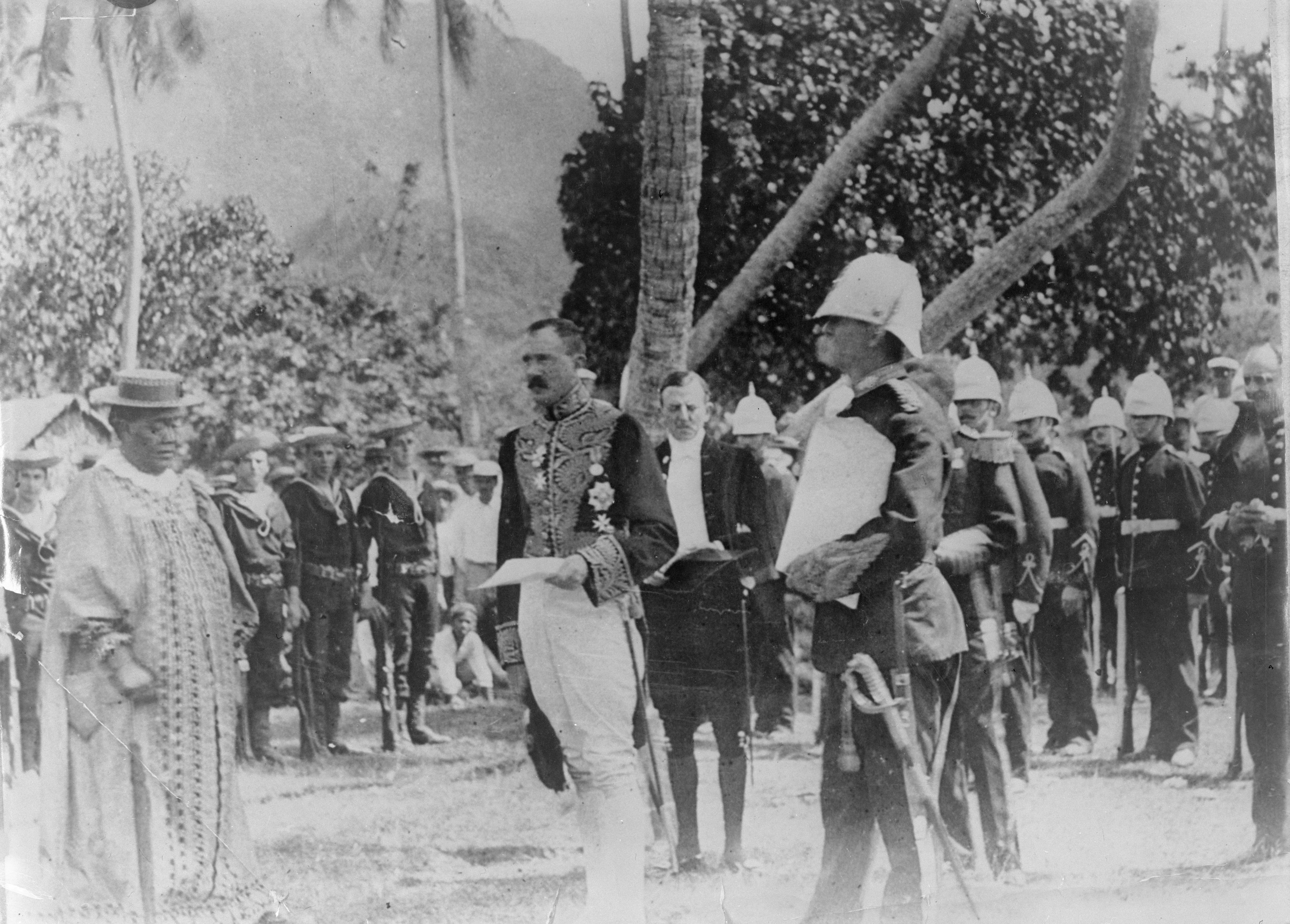
La sovrana nella cerimonia di annessione
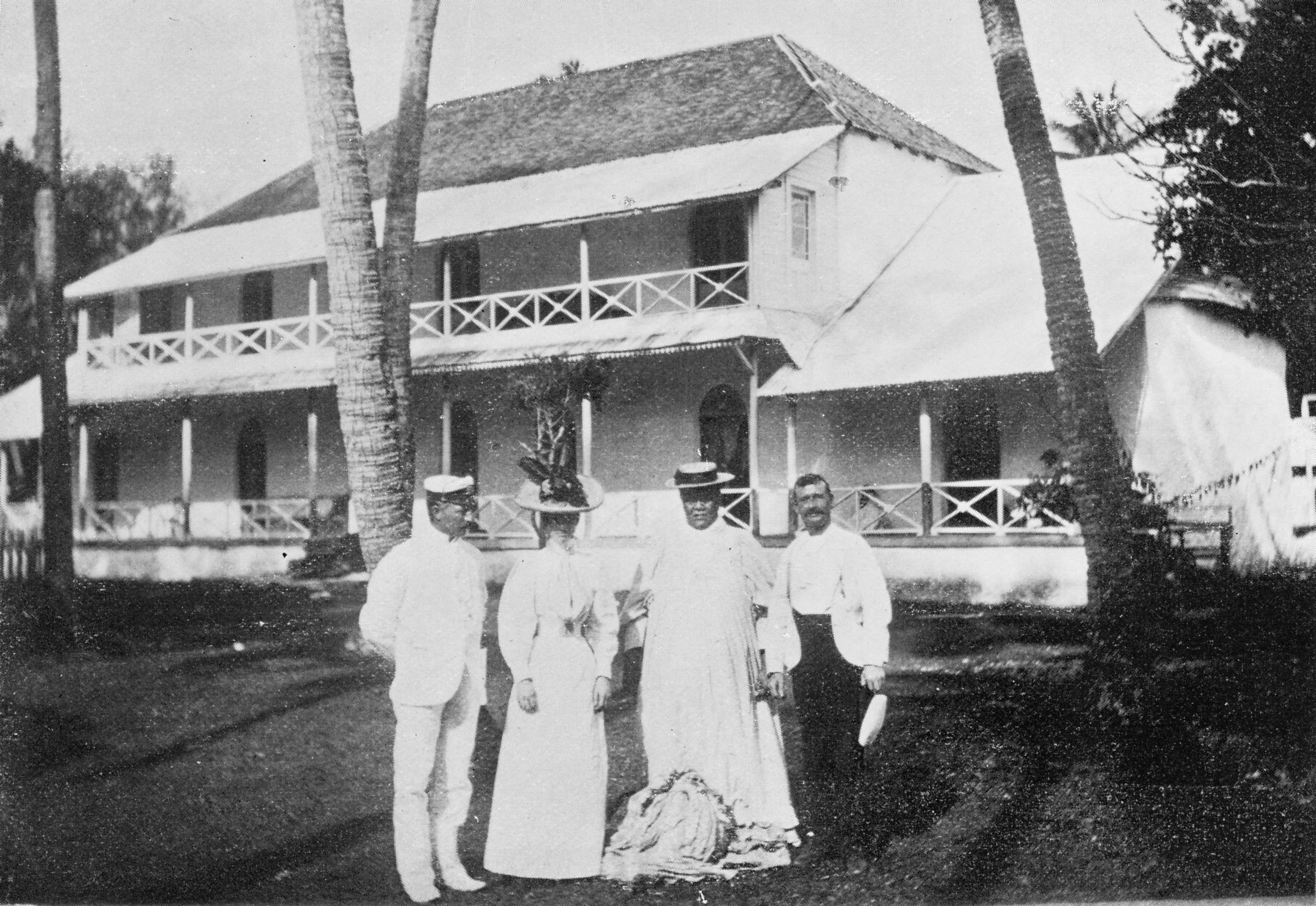
Makea davanti al palazzo reale (1900)
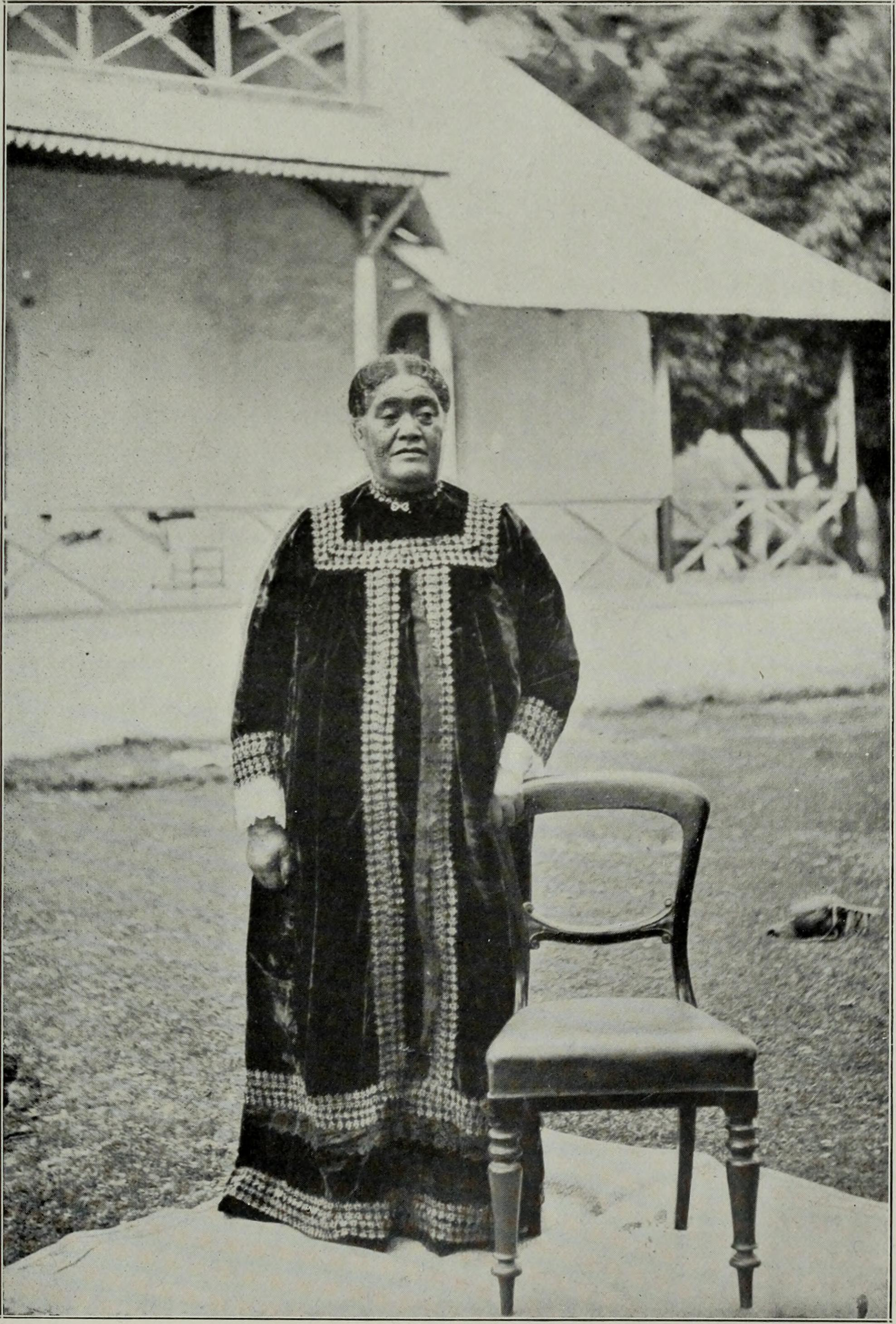
La sovrana nel 1910
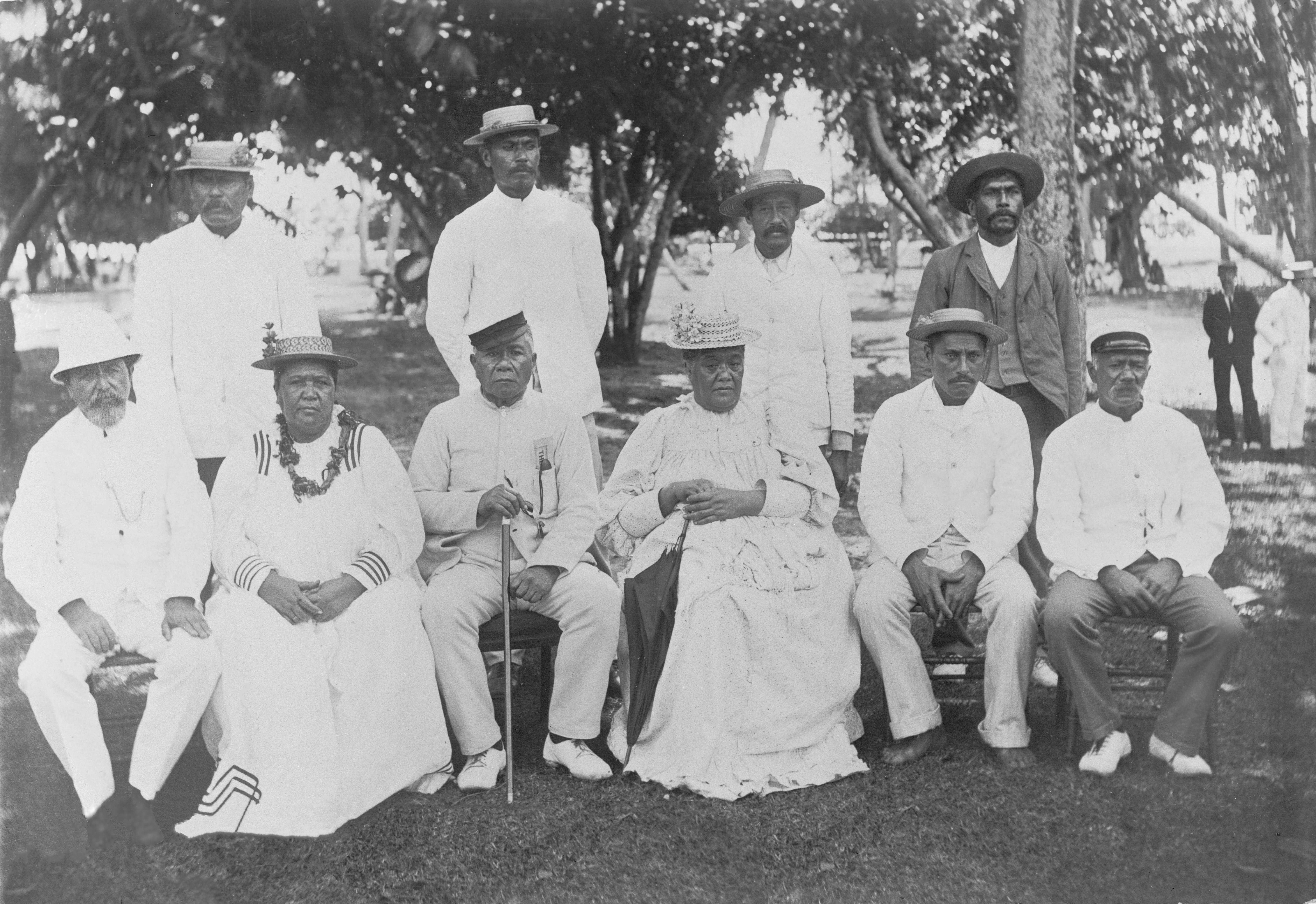
I principali arikis intorno a Makea (1900)
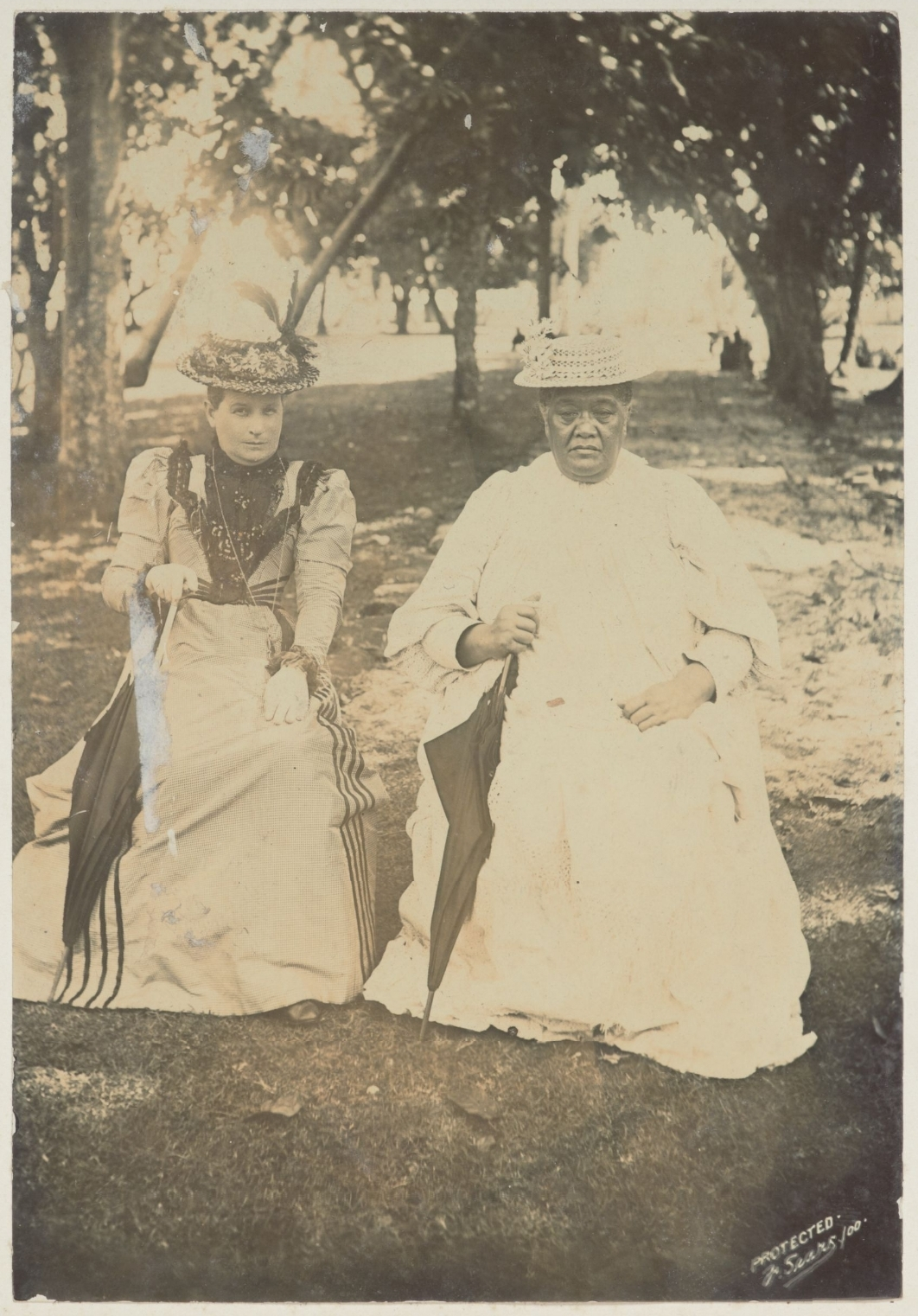
La regina Makea con la signora Seddon (1900)